# Candida sharkiensis
Candida sharkiensis é uma espécie de levedura encontrada pela primeira vez nos Everglades da Flórida.